# Arbetsnamn
Ett arbetsnamn är ett provisoriskt namn på något innan det är färdigställt. Det är belagt i svenska språket sedan 1950-talet efter engelskans working title med samma betydelse.
Arbetsnamn används inom olika projekt och särskilt inom kultur och media. Arbetsnamn kan exempelvis användas på en kommande bok. Även en film ha ett arbetsnamn under manusarbetet eller inspelningen, innan det beslutas vad den färdiga filmen ska heta. Ett arbetsnamn behöver inte ha någon anknytning till innehållet eller temat. Ibland är det medvetet för att hemlighålla sådant för allmänheten under processen.